# Zofenopril
Zofenoprilul este un medicament antihipertensiv, fiind utilizat în tratamentul hipertensiunii arteriale. Acționează ca inhibitor al enzimei de conversie a angiotensinei (IECA). Calea de administrare disponibilă este cea orală. A fost patentat în 1978 și aprobat pentru uz medical în 2000. Este un promedicament și se activează metabolic la zofenoprilat.
În studii, zofenoprilul a părut semnificativ mai eficient în reducerea hipertensiunii decât două medicamente antihipertensive mai vechi, atenololul și enalaprilul, și a fost asociat cu mai puține efecte adverse.